# Между мирами (фильм, 1991)
«Между мирами» (англ. In Between) — кинофильм.

## Сюжет
В незнакомом доме приходят в себя трое людей — двое мужчин и женщина. Они не помнят даже, как очутились в этом чужом для них месте. Но вскоре им становится ясно, что этот дом является своеобразной промежуточной станцией между двумя мирами, миром жизни и миром смерти.

## В ролях
- Роберт Форстер — Винни
- Уингз Хаузер — Джек Максвелл
- Робин Мэттсон — Марго Тёрнер
- Александра Пол — Эми Бадд
- Гэри Дэниелс — охранник
- Омар Качмарчик — хозяин дома